# Erika Eleniak
Erika Eleniak est une actrice américaine née le 29 septembre 1969 à Glendale en Californie.
Elle est notamment connue pour son rôle de Shauni McClain dans la série télévisée Alerte à Malibu (Baywatch), ainsi que sa participation au film Piège en haute mer (Under Siege) aux côtés de Steven Seagal.
Elle a également été une des playmates (Miss Juillet 1989) du magazine Playboy.

## Biographie

### Jeunesse
Née à Glendale en Californie, Erika Eleniak grandit dans une famille modeste aux origines ukrainienne, estonienne et allemande, son prénom est une référence à sa grand-mère maternelle. Dotée d'un visage angélique, elle court très tôt les castings et devient mannequin-enfant, avant de passer l'échelon supérieur et de postuler à des rôles au cinéma et à la télévision.

### Premiers pas au cinéma et à la télévision
En 1982, Erika Eleniak décroche un petit rôle dans le film E.T. l'extra-terrestre (E.T.: The Extra-Terrestrial) de Steven Spielberg, où elle interprète une jeune fille apeurée par une grenouille, avant d'être embrassée par Elliott (Henry Thomas). Le succès du film lui offre une certaine visibilité et, à l'adolescence, elle apparaît dans quelques productions télévisuelles célèbres telles que Ricky ou la Belle Vie (Silver Spoons, 1987) et Charles s'en charge (Charles in Charge, 1988), mais également dans le film d'horreur Le Blob (The Blob, 1988) du réalisateur en devenir Chuck Russell.

### Statut de sex-symbol
En 1989, l'actrice change de dimension avec la série Alerte à Malibu (Baywatch) dans laquelle elle devient Shauni McClain durant trois saisons jusqu'en 1992, au moment où Pamela Anderson la remplace.
Remarquée pour sa plastique et l'intérêt du public masculin, Erika Eleniak est contactée par le magazine Playboy. Elle est choisie comme playmate (Miss July 1989) et fait les couvertures en août 1990 et décembre 1993, confirmant son nouveau statut de sex-symbol.
En 1992 également, elle est la petite amie de John Stamos dans un épisode de la série La Fête à la maison (Full House).

### Incursion au cinéma
Forte de sa nouvelle notoriété, Erika Eleniak obtient le premier rôle féminin dans Piège en haute mer (Under Siege, 1992) d'Andrew Davis, où elle donne la réplique à Steven Seagal et Tommy Lee Jones. Le film est un succès au box office et l'actrice est plébiscitée par quelques productions majeures.
Ainsi, on la retrouve dans L'Escorte infernale (Chasers, 1994) réalisé par Dennis Hopper où elle donne la réplique à Tom Berenger. L'année suivante, elle est au casting du film Pyromaniac Love Story, où elle croise William Baldwin et John Leguizamo. Le film ne sort qu'en 2004 en France en DVD.
Toutefois l'actrice ne s'imposera jamais sur grand écran et à partir des années 2000, elle voit sa carrière se borner à des petites productions souvent destinées au marché de la vidéo ou de la télévision telles que Snowbound (2001) de Ruben Preuss, Shakedown de Brian Katkin, Complicité fatale (Second to Die, 2002) de Brad Marlowe ou bien Dracula 3000 (2004) avec Casper Van Dien. En 2005, elle tourne dans L'Enfer de glace (Absolute Zero, 2006) de Robert Lee et dans Fatal Reunion de George Erschbamer qui passent plutôt inaperçus.
En 2006, elle fait parler d'elle pour ses problèmes de poids et participe à l'émission Celebrity Fit Club.

### Depuis 2010
En 2010, Erika Eleniak apparaît dans deux séries majeures : Les Experts : Miami et Desperate Housewives. Par la suite, l'actrice ralentit considérablement les tournages.
Elle enseigne aujourd'hui la comédie et aide les jeunes en prise à diverses addictions.

### Jeux vidéo
En 1995, Erika Eleniak prête ses traits pour les besoins du jeu vidéo Panic in the Park (en), un jeu d'aventure sur PC. À une époque où la FMV (full motion video) est prépondérante dans ce secteur, elle est l'une des rares vedettes télévisuelle/cinématographique à se prêter à ce genre d'expérience, après Dana Plato ou encore Mark Hamill.

## Filmographie

### Longs métrages
- 1982 : E.T. l'extra-terrestre (E.T.: The Extra-Terrestrial), de Steven Spielberg
- 1983 : Imps*, de Scott Mansfield : Brooke Shields
- 1988 : Le Blob (The Blob), de Chuck Russell : Vicki De Soto
- 1992 : Piège en haute mer (Under Siege), de Andrew Davis : Jordan Tate, Miss Juillet 1989.
- 1993 : Les Allumés de Beverly Hills (The Beverly Hillbillies), de Penelope Spheeris : Elly May Clampett
- 1994 : Chasers, de Dennis Hopper : Toni Johnson
- 1995 : Girl in the Cadillac (en), de Lucas Platt : Amanda Baker
- 1995 : Pyromaniac's Love Story, de Joshua Brand : Stephanie Potts
- 1996 : La Reine des vampires (Bordello of Blood), de Gilbert Adler (en) : Katherine Verdoux
- 1998 : La Captive (en), de Roger Cardinal : Samantha Hoffman
- 1998 : Charades, de Stephen Eckelberry : Monica
- 1999 : Terrorisme en haute mer (en), de Jim Wynorski : Gloria
- 2000 : The Opponent, de Eugene Jarecki : Patty
- 2001 : Vegas, City of Dreams (it), de Lorenzo Doumani : Katherine Garrett
- 2001 : Snowbound, de Ruben Preuss : Barbara Tate
- 2002 : Complicité fatale (Second To Die), de Brad Marlowe : Sara Morgan Bratchett Scucello
- 2002 : Shakedown, de Brian Katkin : Julie Hayes
- 2003 : Trahisons (Betrayal), de Mark L. Lester : Emily Shaw
- 2003 : Flynn Carson et les Nouveaux Aventuriers, de Mike Kirton : Sandi
- 2004 : Brilliant (en), de Roger Cardinal : Ricky Smith
- 2005 : Vengeance de femme (Fatal Reunion), de George Erschbamer : Jessica Hartley Landers
- 2009 : Just a Story, de ?
- 2012 : Meant to Be
- 2017 : Boone : The Bounty Hunter de Robert Kirbyson : Elle-même
- 2018 : Marilyn Monroe Back?
- 2019 : Cor Values de Gilbert Allan : Veronica MacDougall

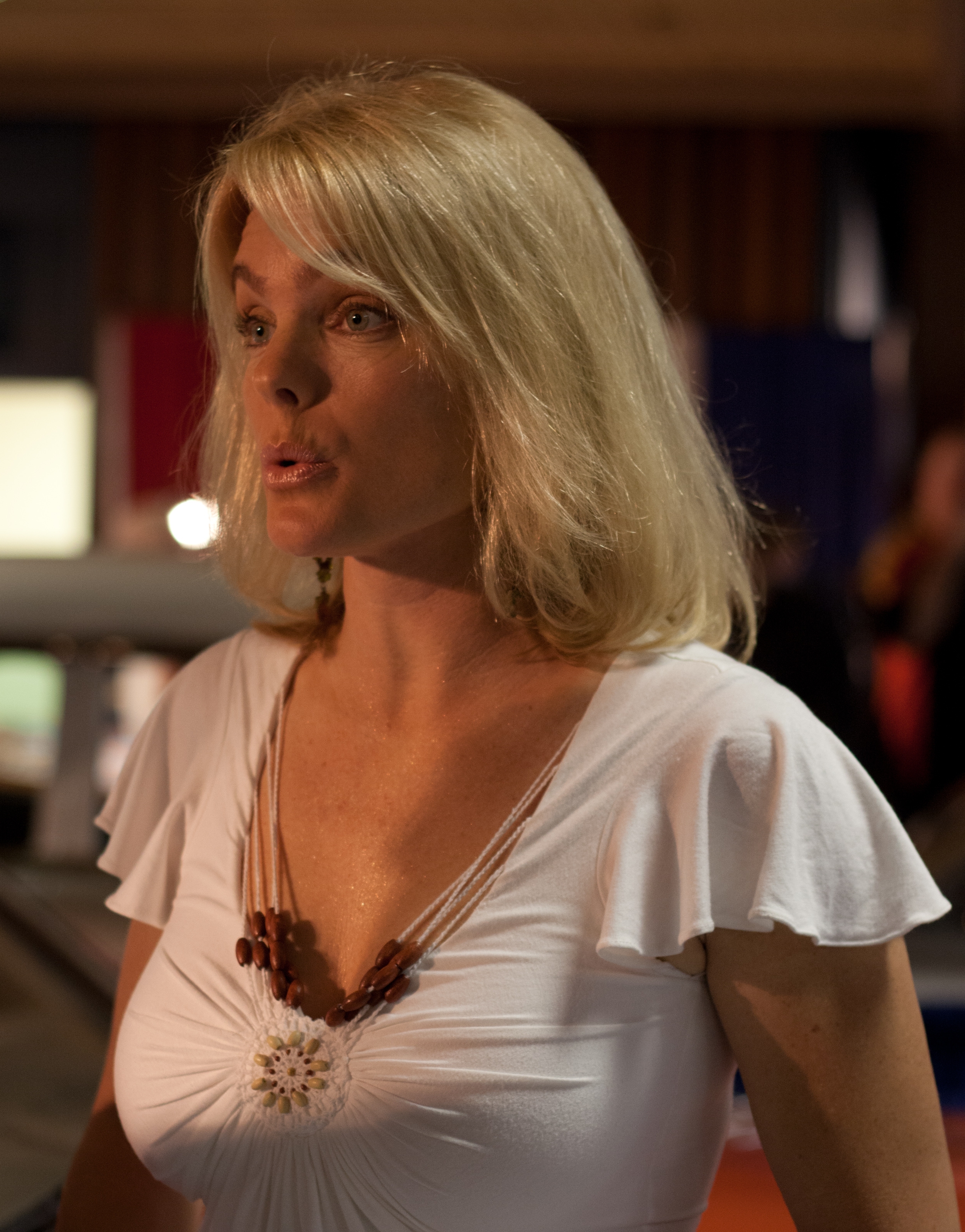
Erika Eleniak en 2010.

### Téléfilms
- 1988 : Broken Angel, de Richard T. Heffron
- 1990 : Daughter of the Streets, de Edwin Sherin
- 1997 : Ed McBain's 87th Precinct: Heatwave, de Douglas Barr
- 1998 : La Veuve noire de la côte est (One Hot Summer Night), de James A. Contner
- 1998 : Opération Pandora (The Pandora Project), de John Terlesky et Jim Wynorski
- 1999 : Mercenaires (Stealth Fighter), de Jim Wynorski
- 1999 : Aftershock : Tremblement de terre à New York, de Mikael Salomon
- 2002 : Dérive fatale (Christmas Rush), de Charles Robert Carner
- 2002 : He Sees You When You're Sleeping, de David Winning
- 2004 : Leçons dangereuses (Fatal Lessons: The Good Teacher), de Michael Scott
- 2004 : Dracula 3000, de Darrell Roodt
- 2005 : L'Enfer de glace (Absolute Zero), de Robert Lee
- 2005 : Les Traquées (Caught in the Headlights) : Kate Parker
- 2012 : Une danse pour Noël (Holiday Spin), de Jonathan A. Rosenbaum

### Série télévisée
- 1987 : Ricky ou la Belle Vie (Silver Spoons) : Samantha Simmons (1 épisode)
- 1987 : The New Leave It to Beaver : Lynn (1 épisode)
- 1988-1989 : Charles s'en charge (Charles in Charge) : Stephanie Curtis (3 épisodes)
- 1989-1992 : Alerte à Malibu (Baywatch) : Shauni McClain (Saisons 1 à 3 - 47 épisodes)
- 1992 : La Fête à la maison (Full House) : Carrie Fowler (1 épisode)
- 1997 : Brooklyn South : Christine Bannon (3 épisodes)
- 2010 : Les Experts : Miami (CSI: Miami) : Claire Pertson (1 épisode)
- 2010 : Desperate Housewives : Barbara Fine (1 épisode)
- 2023 :  Meet the Richardsons : Elle-même (1 épisode)